# Romário
Romário de Souza Faria, né le 29 janvier 1966 à Rio de Janeiro, dans la favela de Jacarezinho, est un footballeur international brésilien, évoluant au poste d'attaquant du milieu des années 1980 à la fin des années 2000, et reconverti homme politique. Romário est l'archétype de l'enfant issu d'une favela d'une grande ville brésilienne qui accède au statut de vedette mondiale grâce au football. Il est l'un des buteurs les plus prolifiques de l'histoire du football et l'un des meilleurs joueurs de sa génération.
À la suite de ses débuts au Vasco da Gama, sa réussite lui vaut plusieurs propositions d'Europe. Romário rejoint le PSV, avec lequel il va conquérir six titres en cinq saisons. Romário est ensuite transféré au FC Barcelone où commence la grande époque du buteur brésilien. Sous les ordres de Johan Cruyff, Romário devient l'idole de tout le peuple barcelonais, à qui il offre un championnat d'Espagne au sein de la légendaire « Dream Team » du FC Barcelone. Il atteint également une finale de Ligue des Champions en 1994. La suite de carrière est plus chaotique, enchaînant des passages au Qatar, aux États-Unis et même en Australie, et se termine à Vasco de Gama.
Surnommé « o baixinho » (« le petit »), il est célèbre pour avoir remporté la Coupe du monde 1994, compétition dont il est élu meilleur joueur. Romario remporte aussi la Médaille d'Argent aux Jeux olympiques de 1988 à Séoul, suivie de deux Copa América en 1989, 1997 et  la Coupe des confédérations en 1997. Son parcours est mêlé d'exploits ponctués de conflits avec le sélectionneur en place. Blessé avant le Mondial 1998, il n'est pas retenu pour l'édition 2002.
En 1995, il crée un institut, l'Instituto Romarinho, en faveur des enfants pauvres.
Une fois à la retraite des terrains, Romario se lance en politique. Il est successivement membre du Parti socialiste, de Podemos (droite) puis du Parti libéral.

## Biographie

### Débuts et révélation au Vasco de Gama
Natif de la favela de Jacarezinho à Rio de Janeiro, Romario est asthmatique et sujet à des bronchites chroniques lorsqu'il est bébé. Ses parents sont ouvriers et vivent dans la banlieue nord. Il donne ses premiers coups de pied dans le ballon à l'Estrelinha (les petites étoiles), équipe montée par son père après l'amélioration des résultats scolaires limités de Romario. Il se fait remarquer dans ce club de futsal et rejoint, à treize ans, l'Olaria AC.
Peu de temps après, il attire l'attention du CR Vasco da Gama,. Sa petite taille, ses sorties avec son père alcoolique et son caractère lui valent plusieurs menaces d'exclusion. En 1985, à l'âge de 19 ans, Romário intègre l'équipe première de Vasco et durant les trois années suivantes, devient une idole auprès des supporters du club. Au sein de l'équipe carioca, l'homme fait état de son adresse dans les derniers mètres, ce qui lui permet de conquérir, en 1987 et 1988, par deux fois le championnat de Rio avec le Vasco, ce qui lui permet d'intégrer la Seleção.

### Confirmation européenne au PSV puis au Barça (1988-1994)

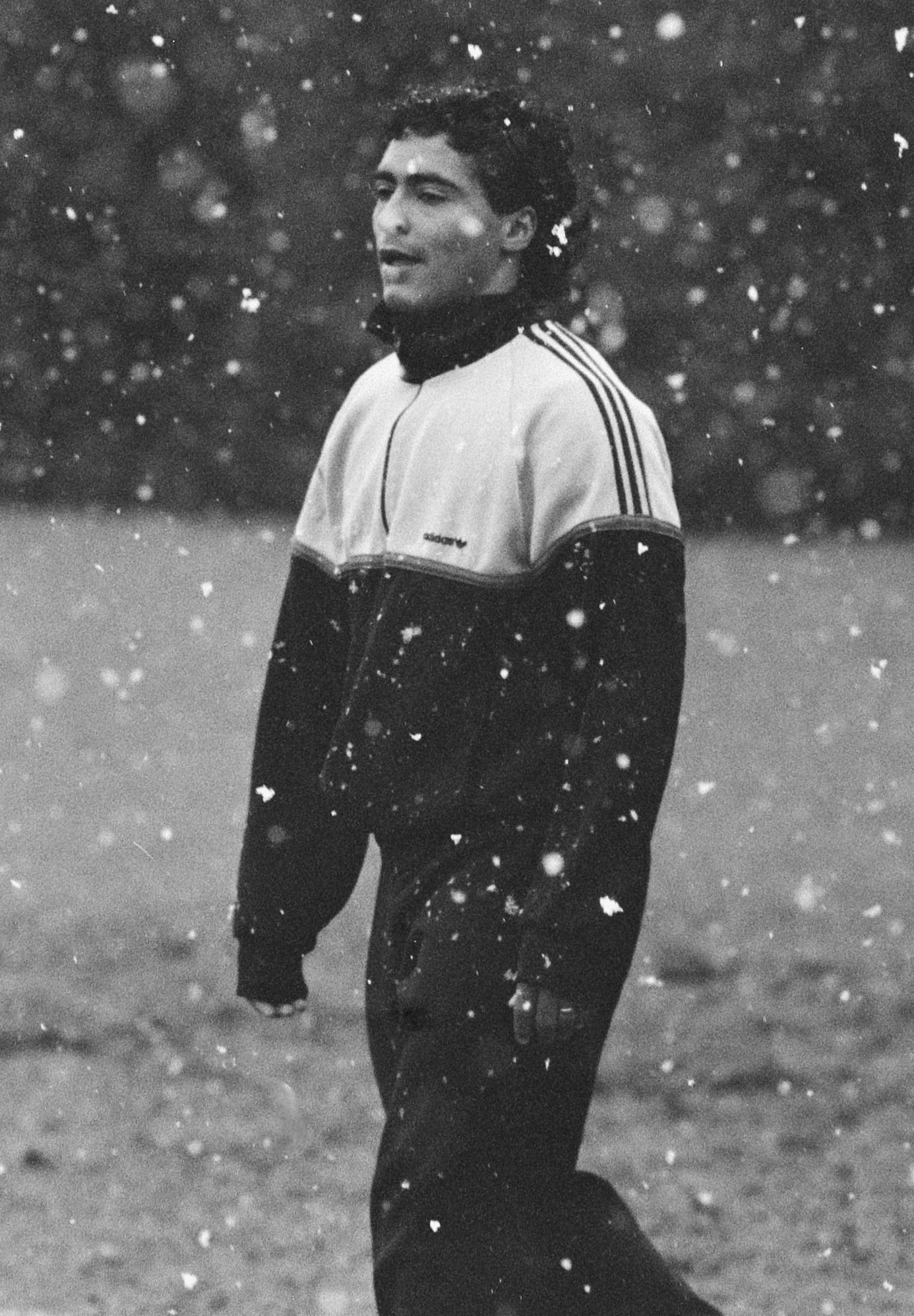
Romario à l'entraînement avec le PSV en février 1989.

Médaillé d'argent des JO 1988 avec le Brésil, Romario rejoint alors le champion d'Europe en titre, le PSV Eindhoven, pour cinq millions de dollars (environ 40 millions de francs à l'époque), alors un record au Brésil. Le Brésilien dispute son premier match en Coupe d'Europe le 1er février 1989 contre le KV Malines en Supercoupe de l'UEFA. Sous la houlette de Guus Hiddink, O Baixinho (le petit) est co-meilleur buteur de la Coupe d'Europe des champions 1989-1990, avec six buts inscrits, en compagnie de Jean-Pierre Papin (Olympique Marseille). Pourtant en peine face au climat, à la barrière de la langue voire à des cas de racisme, Romario aide le club néerlandais à remporter trois championnats nationaux en cinq ans. Pour la première édition de la Ligue des champions de l'UEFA en 1992-1993, Romario obtient pour la seconde fois de sa carrière le titre de meilleur buteur de la C1 avec sept buts.
Au cours de l'été 1993, Romário rejoint le FC Barcelone entraîné par la légende Johan Cruyff,. « Jouer dans cette équipe, sous les ordres de Cruijff, c’est le rêve de tout footballeur », déclare Romario en décembre 1993, alors qu'il devient le premier brésilien à s’imposer au Barça après Evaristo dans les années 1950. Romario est en concurrence avec le Bulgare Hristo Stoichkov, le Néerlandais Ronald Koeman et le Danois Michael Laudrup pour les trois places de joueurs étrangers en même temps sur le terrain,. En janvier 1994, Romario devient le deuxième blaugrana à inscrire un triplé lors du Clásico contre le Real Madrid (5-0). Le Brésilien inscrit trente buts en 33 parties et termine Pichichi (meilleur buteur),. L'équipe s'adjuge dès sa première année en Espagne le titre de champion national et atteint la finale de la nouvelle Ligue des champions, perdue contre le Milan AC (0-4). Romario est logiquement retenu en sélection nationale pour le Mondial 1994 et devient le premier joueur du FC Barcelone à soulever la Coupe du monde aux États-Unis.
À la suite du succès mondial, Romario s'octroie lui même deux semaines de congés supplémentaires qui lui valent une amende. Fin 1994, le Brésilien voit son année récompensée et devient le premier brésilien nommé meilleur joueur FIFA de l'année, ainsi que Onze d'or et Champion des champions de L'Équipe. Ces écarts de conduite ainsi que des performances contestées et un souhait de rentrer au Brésil obligent le club à se séparer de Romario à la mi-saison, malgré un contrat avec le FC Barcelone jusqu'en juillet 1996. Cruijff déclare fin janvier 1995 : « Le Romario de la saison passée, je ne le vends pas aux Brésiliens pour tout l'or du monde. Ce qui s'est passé, c'est que Romi était physiquement à Barcelone, et mentalement au Brésil ».

### Entre Flamengo et Valence (1995-2000)
En janvier 1995, Romário décide de revenir au Brésil à 28 ans et signe au CR Flamengo,, rival de son club formateur, contre une somme comprise entre 4,5 et environ sept millions de dollars. Cinq entreprises versent la somme pour qu'il joue pendant deux ans en rouge et noir. Le 13 janvier 1995, il fait ses débuts pour le club le plus populaire du Brésil devant un public acquis à sa cause.
À l'été 1996, Romario est de retour en Espagne et signe au Valence CF, mais il ne connaît pas le succès et ne reste que six mois.
En octobre 1996, le Brésilien est prêté au CR Flamengo pour un million de dollars (environ cinq millions de francs) jusqu'au mois de juillet 1997 et cinq fois plus pour l'engager définitivement. Le titre de champion leur échappe à la suite d'un match perdu 3-2 contre Fluminense, puis perd la Coupe du Brésil 1997 face au Gremio en mai.
Un an après, Romario effectue le voyage inverse avec un transfert de l'endetté Flamengo à Valence. Il effectue un second passage au club espagnol, de nouveau six mois et toujours sans réussite.
En 1998, capitaine et buteur du CR Flamengo, Romario est victime d'une élongation au mollet droit lors d'un match de championnat contre Friburguense qui l'empêche de disputer la Coupe du monde. En novembre 1999, l'attaquant voit son contrat résilié pour indiscipline (excès de fêtes).

### Retours au Vasco da Gama et Fluminense (2000-2007)
Rapidement nommé capitaine pour son retour au CR Vasco da Gama début 2000 à la place d'Edmundo,, Romario dispute 73 matchs, faisant partie des trente joueurs les plus utilisés sur une saison de l'histoire mondiale du football. À 34 ans, Romario court peu mais tire avec précision et inscrit entre 71 et 75 buts, dont 63 pour le Vasco et trois lors de la victoire (4-3) contre Palmeiras en finale de la Coupe Mercosur, alors que le Vasco est mené 3-0 à la mi-temps. Ses performances lui permettent de faire son retour en équipe nationale en septembre 2000. En août 2001, non retenu en sélection nationale pour méforme physique, Romario marque quatre des sept buts de son club contre Guarani en Championnat du Brésil. À 36 ans, l'attaquant brésilien termine meilleur buteur du championnat avec 21 buts mais est en litige avec son club.
En juillet 2002, Romario est sans club. Il signe ensuite à Fluminense, le club rival de Vasco de Gama, où il est mal accueilli et en vient même aux mains avec un supporter lors d'un entraînement. Quelques mois plus tard, il est contrôlé positif à un test antidopage.
En février 2003, Romario s'engage pour trois mois avec la formation qatarie d'Al-Sadd pour une somme estimée à 1,5 million de dollars (1,4 M€). Il ne dispute que trois matches pour aucun zéro but marqué.
Meilleur buteur du Championnat du Brésil 2005 avec 22 buts en 31 matches, l’ancien Barcelonais se classe au sommet du classement des buteurs et devient le joueur le plus âgé à décrocher cette distinction depuis la première édition de la compétition qui date de 1971.

### En équipe nationale

#### Sélection junior, olympique et débuts en A (1985-1990)
En 1985, Romario connaît sa première expérience internationale en étant retenu pour le Championnat d'Amérique du Sud juniors, au Paraguay. À 19 ans, Romario est exclu de l'équipe brésilienne après avoir été surpris en train d'uriner depuis le balcon de son hôtel. Le Brésil remporte le tournoi.
À la suite de son premier titre en championnat de Rio 1987 avec le CR Vasco de Gama, Romario est appelé en équipe nationale brésilienne A.
Le titre local conservé en 1988, il est retenu en Équipe du Brésil olympique de football pour disputer les Jeux olympiques d'été de 1988. Le Brésil remporte ses trois matchs de groupe, sur les scores de quatre buts à zéro face au Nigeria, de trois buts à zéro contre l'Australie et de deux buts à un contre la Yougoslavie. En quart-de-finale, le Brésil élimine son rival, l'Argentine, avant d'éliminer l'Allemagne aux tirs au but. La finale de la compétition oppose le Brésil à l'Union soviétique. Malgré l'ouverture du score de Romário, l'URSS égalise et l'emporte lors des prolongations. L'attaquant brésilien termine meilleur buteur de la compétition avec sept buts marqués en seulement six matchs.
Romário conquiert le statut de héros national à l'occasion de la Copa América 1989. Alors que le Brésil connaît une pénurie de titres, O Baixinho y met fin en inscrivant le seul but du dernier match décisif contre l'Uruguay, au Maracanã de Rio de Janeiro.
Buteur prolifique en club, Romário est retenu avec la Seleçao pour disputer la Coupe du monde 1990 en Italie. Malgré un problème physique, il est inclus dans le groupe des 22 par Sebastião Lazaroni. Mais, à court de compétition, il ne joue que quelques minutes contre l'Écosse, dans le troisième match de groupe sans enjeu (1-0). Le Brésil est éliminé lors de la rencontre suivante, en huitième de finale par son rival argentin (0-1).

#### Écarté puis champion du monde (1990-1994)
Pourtant très prolifique avec le PSV lors des saisons 1990-91 puis 1991-92, Romario n'est pas appelé en équipe nationale. Fin 1992, le sélectionneur Carlos Alberto Parreira et sp, adjoint Mário Zagallo laissent Romario à l'écart pour un match amical, ce qui déclenche une vague de mécontentement au Brésil. Au terme des éliminatoires pour la Coupe du monde 1994, la Seleção doit remporter son dernier match pour s'assurer d'être qualifiée. Müller, avant-centre habituel blessé, est remplacé par Romário qui inscrit les deux buts de ce match décisif, de nouveau contre l'Uruguay le 19 septembre 1993 au Maracanã (2-0),.
Champion national, meilleur buteur de la Liga et finaliste de la Coupe d'Europe avec le Barça, Romario enchaîne avec la Coupe du monde 1994 aux États-Unis. Décisif à chaque match de poule, il ouvre le score lors des deux premiers matchs du groupe B contre la Russie (2-0) puis le Cameroun (3-0), avant d'égaliser dans le troisième face à la Suède (1-1). Il ouvre encore la marque en quart de finale contre les Pays-Bas (3-2), puis inscrit le seul but en demi-finale, de nouveau contre les Suédois (1-0). Titulaire en finale contre l'Italie, Romario inscrit le premier tir au but de la Seleçao (0-0 tab 3-2), qui remporte le titre suprême pour la première fois depuis 24 ans.
Avec cinq buts, il élu meilleur joueur du tournoi et devient le premier brésilien élu meilleur joueur FIFA de l'année.

#### Second retour et nouveaux titres (1995-1998)
De retour au Brésil début 1995, Romario déclare dans un premier temps se rendre disponible uniquement pour jouer avec la sélection olympique aux JO d'Atlanta en 1996, et de ne pas disputer la prochaine Copa América. Le président de son nouveau club du CR Flamengo le convainc ensuite de participer à un au match amical contre Slovaquie fin février.
Lors du Tournoi de France 1997, Romario égalise contre l'Italie en fin de match (3-3), d'un slalom au sein de la défense adverse, puis offre la victoire contre l'Angleterre (1-0). La Seleçao enchaîne avec la Copa América 1997 et Romario gagne un second titre international, trois ans après le mondial. Buteur contre le Costa Rica au premier tour (5-0), il inscrit un doublé en demi-finale contre le Pérou (7-0) avant de sortir blessé après l'heure de jeu. Il laisse alors ses coéquipiers à dix, car les trois changements brésiliens ont déjà été effectués. Il est absent de la finale remportée contre l'équipe hôte, la Bolivie (1-3). En Coupe des confédérations 1997, l'équipe du Brésil l'emporte en finale contre l'Australie par six buts à rien au King Fahd Stadium de Riyad (Arabie Saoudite). Associé à Ronaldo, Romario termine meilleur buteur avec sept réalisations dont trois en finales.
Le Brésil, avec son attaquant Romario, est battu en demi-finale de la Gold Cup par l'hôte américain. Romario ouvre le score lors du deuxième match de poule, participe au 4-0 avant d'offrir la troisième place contre la Jamaïque.
Victime d´une élongation au mollet droit début mai 1998 en club avec Flamengo, Romário doit renoncer à participer au tournoi,. Mario Zagallo, le sélectionneur, attend les derniers jours pour valider sa liste, début juin. Mais une IRM révèle une déchirure sur sept centimètres qui ne laisse aucun doute. Romario ne peut retenir ses larmes au moment d'annoncer son forfait devant la presse. Il est alors le meilleur buteur de la Seleçao et une moyenne de 0,75 but par match. Non sélectionné, Romario intègre l'équipe de consultant de la Globo.

#### Dernières capes (2000-2005)

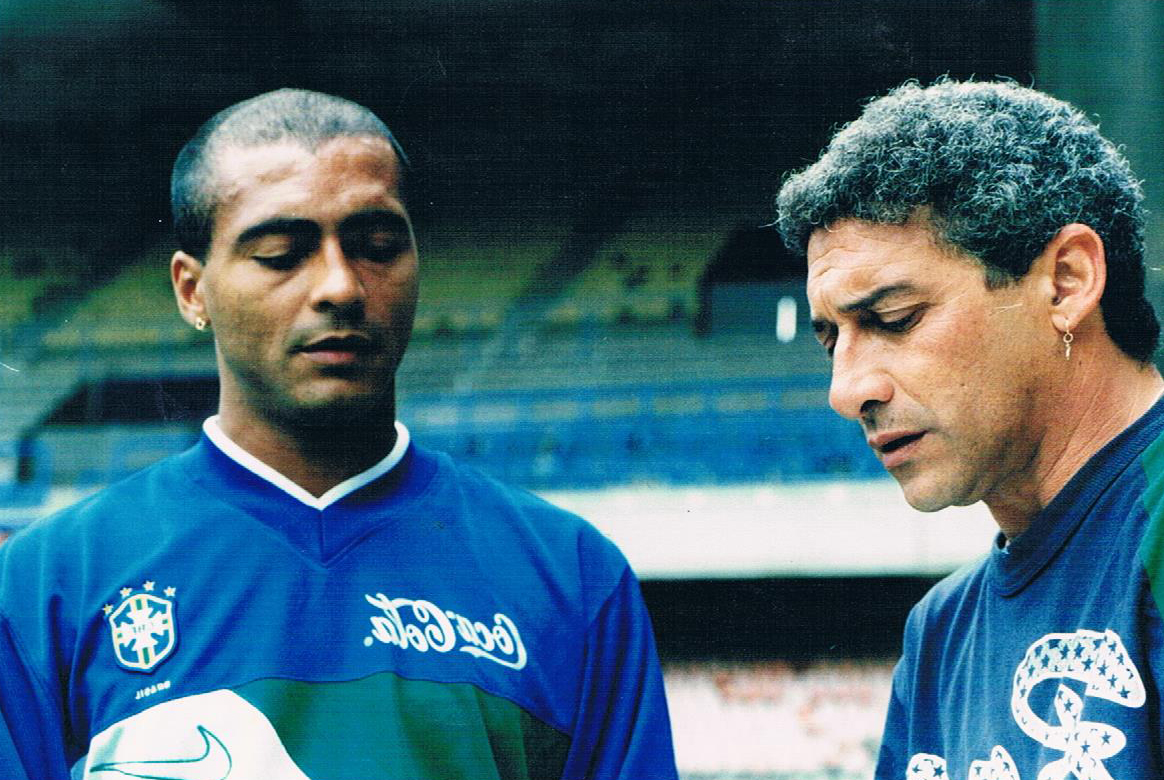
Romario à l'entraînement avec la Seleçao.

Performant au CR Vacso de Gama, Romario est rappelé par Wanderley Luxemburgo pour affronter la Bolivie en éliminatoires du Mondial 2002 début septembre 2000 au Maracana. Sa dernière apparition avec la Seleçao remonte alors à mai 1999. Pour son retour, Romario est auteur d'un triplé (5-0).
Après n'avoir sélectionné Romario qu'une fois depuis sa pris en charge de la Seleção en juin 2001, malgré son titre de meilleur buteur du championnat brésilien, le sélectionneur Luiz Felipe Scolari ne retient pas Romario de la Coupe du monde 2002,, décision critiquée par les supporters. Ronaldo, Ronaldinho et Rivaldo sont notamment préférés à l'attaquant du Vasco da Gama.
Il inscrit 55 buts sous le maillot du Brésil en 70 sélections faisant de lui le quatrième meilleur buteur de l’histoire de la Seleçao derrière Neymar (79 buts), Pelé (77 buts), et Ronaldo (62 buts).
En 2005, Romário participe à la première Coupe du monde de beach soccer de la FIFA au Brésil. Après de longues négociations avec son club du CR Vasco da Gama, Romario signe un nouveau contrat qui lui permet de stopper sa saison sur herbe,une première dans l'histoire du football. En quart de finale, le Brésil affronte son rival argentin où il ne faut que 59 secondes à Romario pour marquer et de réaliser ensuite un triplé pour une victoire probante (9-3),. Avec l'équipe nationale de beach soccer durant le tournoi, Romario totalise six buts et remporte une médaille de bronze sur ses terres, à Rio de Janeiro.

### Fin de carrière sportive toujours repoussée (2006-2024)
Pour la saison 2006, Romário s'aligne avec le Miami FC, un club d'expansion de la première division de la United Soccer Leagues. Il rejoint le Miami FC à cause de son fils malade, voulant les meilleurs soins possibles pour son enfant. Son choix des États-Unis dépend de l'obtention d'un visa pour y séjourner. Il obtient alors un visa de travail en signant un contrat avec le club et s'entend avec les dirigeants pour ne disputer que les matchs locaux.
Il signe en novembre 2006 un contrat de cinq matchs avec l'équipe de Adélaïde United, première division australienne.

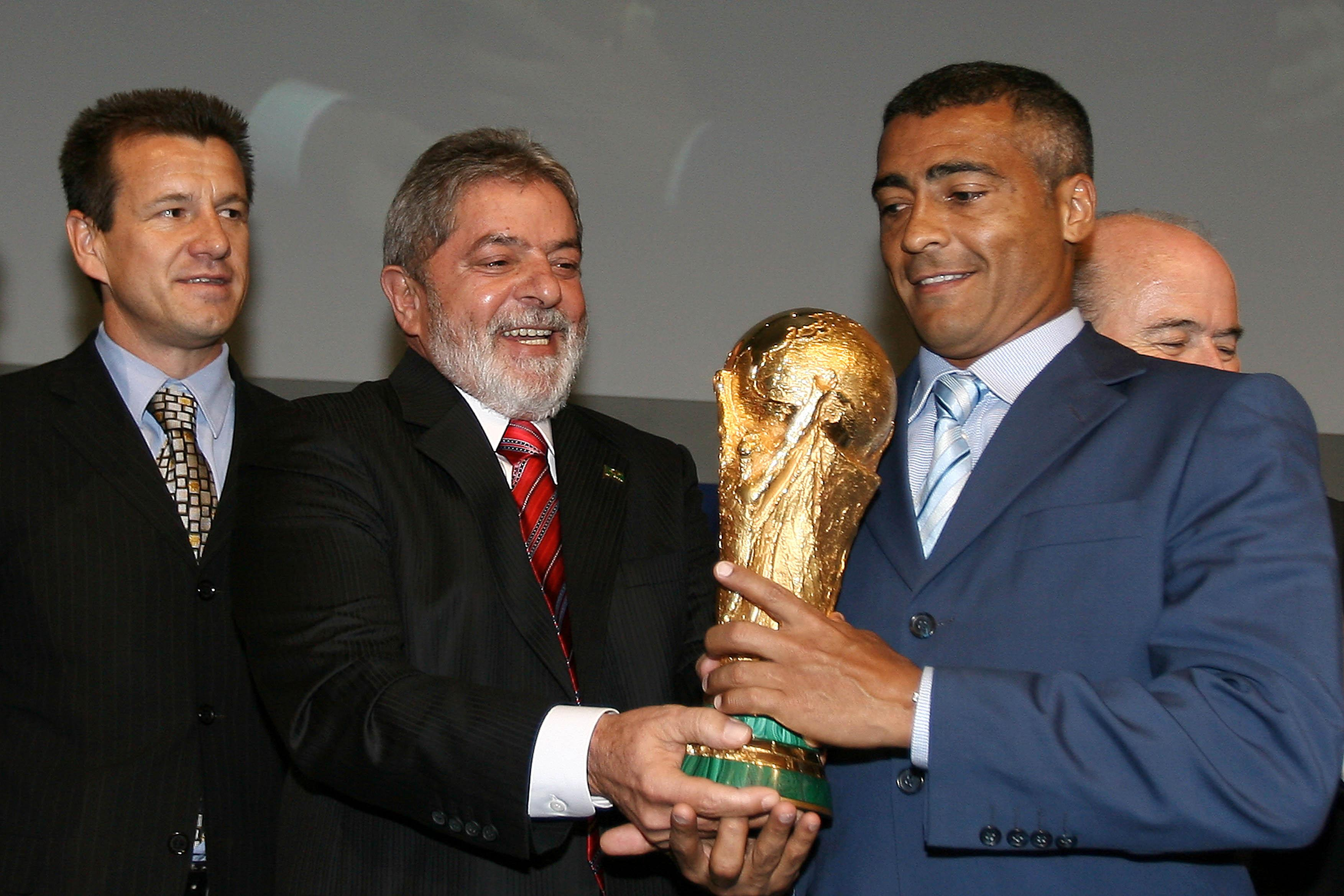
Romario lors de la nomination du Brésil comme hôte du Mondial 2014.

Début janvier 2007, Romário décide de revenir dans le club qui l’a fait connaître, le Vasco de Gama. Il lui faut toutefois attendre l’accord de la FIFA qui interdit normalement à un joueur d’évoluer dans plus de deux équipes différentes au cours d’une saison. L'accord à peine obtenu en février 2007, il marque 3 buts dans les 12 minutes après son entrée sur le terrain, contre Volta Redonda. Le 20 mai 2007 avec le Vasco de Gama, il inscrit le millième but de sa carrière, selon un comptage personnel qui inclut les matches amicaux contre l’équipe Sport de Recife, dans le championnat brésilien (3-0). Contrôlé positif à la finastéride et suspendu quatre mois alors qu'il est devenu entraîneur-joueur du Vasco, n'ayant plus joué depuis fin février, Romario annonce mettre un terme à sa carrière au terme de son contrat fin mars 2008.
En août 2009, condamné à trois ans et demi de prison par la justice pour évasion fiscale et criblé de dettes,, Romário annonce qu'il sort de sa retraite pour jouer avec l'America FC. Il joue brièvement avec l'America lors du tournoi de deuxième division de l'État de Rio de Janeiro. Fin 2009, il réalise ainsi le rêve de son père, supporter du club et décédé peu de temps auparavant. Romario est au manager de l’America de Rio et fait venir son compère d'attaque championne du monde 1994, Bebeto, au poste d'entraîneur en décembre 2009 avant de l'écarter en févier 2010.
Quinze ans plus tard, devenu président de l'America en janvier 2024, il annonce en avril de la même année rechausser les crampons à 58 ans pour aider le club. Ce dernier évolue toujours en deuxième division de l'État de Rio et Romario déclare « je ne vais pas disputer tout le Championnat, mais je vais jouer quelques matches avec l'équipe de mon cœur et réaliser un dernier rêve : jouer aux côtés de mon fils », Romarinho, qui rejoint le club un mois auparavant.

### Homme politique (depuis 2009)

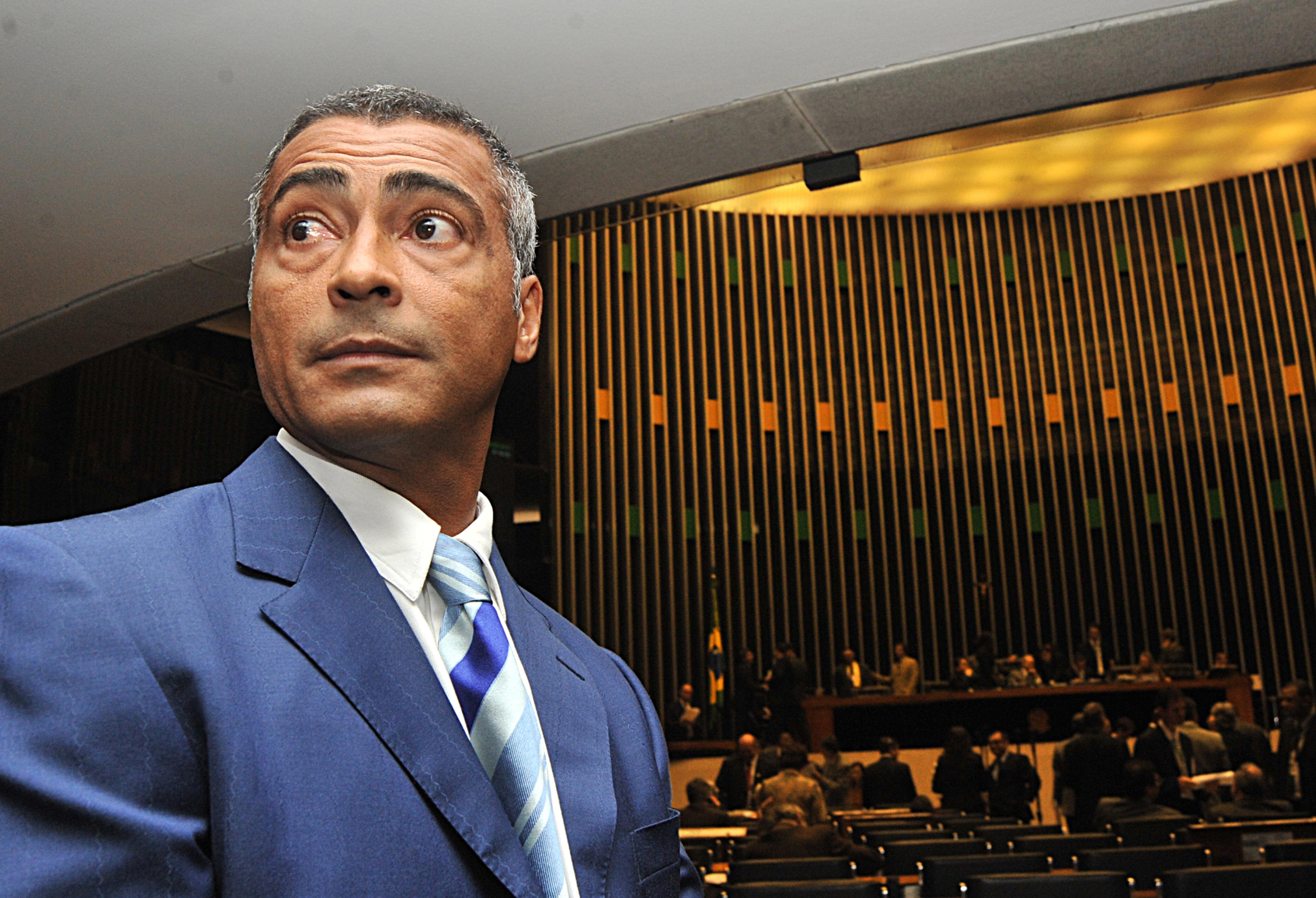
Romario à la Chambre des députés en 2010.

En 2009, Romario se lance en politique et intègre le Parti socialiste brésilien en 2009, alors qu'il connaît diverses poursuites judiciaires, notamment pour fraude fiscale. Il est élu député fédéral le 4 octobre 2010, puis sénateur fédéral le 5 octobre 2014. Il vote notamment en mai 2016 la destitution de la présidente Dilma Rousseff.
En juin 2017 il rejoint le parti Podemos (droite) dont il prend la présidence dans l’État de Rio de Janeiro.
En 2021, il rejoint le Parti libéral de l’ancien président brésilien Jair Bolsonaro, dont il soutient la campagne en 2022. Il soutient en revanche Eduardo Paes (PSD), candidat pro-Lula, au détriment du candidat bolsonariste lors de l'élection municipale de Rio de Janeiro de 2024.

## Style de jeu
Joueur atypique, le Romario illustre le rôle de renard des surfaces. Son sens de l’anticipation et sa capacité d'anticipation lui permettent d'avoir un temps d’avance sur ses adversaires. Sa technique et son explosivité gardent cette avance pour marquer les buts. Capable de se créer des espaces improbables dans la surface, il est craint les équipes adverses. Carlos Alberto Parreira, sélectionneur du Brésil en 1994, déclare « Il a un toucher de balle unique au monde, son geste est de plus toujours élégant et sa force de frappe remarquable ».
Johan Cruyff, son entraîneur au FC Barcelone, déclare : « Il avait cette qualité rare de pouvoir faire des choses géniales sans beaucoup les travailler ».
Romário est un attaquant peu ordinaire, identifié par son côté imprévisible. Doté d'une superbe technique, malgré son âge, il reste le renard de surface que les amateurs du football ont connu et apprécié. Sa technique d'orfèvre et son explosivité de sprinteur le rendent pratiquement irrésistible pour les défenseurs. Prompt à se défaire du marquage et capable de se créer d'improbables espaces dans la surface de réparation, Romário devient le maillon essentiel d'une Seleção qui reconquiert le titre mondial en 1994 après 24 ans d'attente.

## Statistiques

### Un millier de buts inscrits
La RSSSF valide le millier de buts inscrits par Romario en prenant en compte les rencontres officielles et non, nationales et régionales, en club et en sélection nationale, pour un total de 1 002 buts en 1 209 matchs,. En matchs officiels, la fondation lui octroie entre 761 et 785 buts en 1 003 rencontres, entre 1984 et 2009. Pour la RSSSF, Romario fait partie des joueurs ayant disputé le plus de matchs (495) en inscrivant au moins un but, des meilleures buteurs après trente ans (451 buts après avoir atteint cet âge) et des meilleurs buteurs en championnats nationaux (546 buts).
L'IFFHS indique que Romário est le quatrième meilleur buteur de histoire du football. En mars 2022, Cristiano Ronaldo devient le meilleur buteur de l'histoire avec 807 buts, selon les statistiques de la FIFA. Le quotidien sportif portugais O Jogo déclare lui que « le Portugais est aussi devenu le meilleur buteur en club de l'histoire (692) devant Romario (689) ».

### Statistiques globales par saison
Romário joué 19 matchs (quinze buts, dont deux triplés et autant de doublés) pour le PSV Eindhoven et quinze matchs (cinq buts) pour le FC Barcelone,,,,. Il dispute également deux matches (sans but) en Supercoupe de l'UEFA 1988.
| Saison                | Club                  | Championnat           | Championnat | Championnat | Coupe(s) nationale(s) | Coupe(s) nationale(s) | Compétition(s) continentale(s) | Compétition(s) continentale(s) | Compétition(s) continentale(s) | Ligue régionale | Ligue régionale | Autres | Autres | Brésil | Brésil | Total | Total |
| Saison                | Club                  | Division              | M.          | B.          | M.                    | B.                    | Comp.                          | M.                             | B.                             | M.              | B.              | M.     | B.     | M.     | B.     | M.    | B.    |
| 1985                  | CR Vasco da Gama      | Série A               | 7           | 0           | -                     | -                     | -                              | -                              | -                              | 21              | 11              | -      | -      | -      | -      | 28    | 11    |
| 1986                  | CR Vasco da Gama      | Série A               | 23          | 9           | -                     | -                     | -                              | -                              | -                              | 25              | 20              | -      | -      | -      | -      | 48    | 29    |
| 1987                  | CR Vasco da Gama      | Série A               | 17          | 8           | -                     | -                     | -                              | -                              | -                              | 24              | 16              | -      | -      | 6      | 4      | 47    | 28    |
| 1988                  | CR Vasco da Gama      | Série A               | 0           | 0           | -                     | -                     | -                              | -                              | -                              | 24              | 16              | -      | -      | 8      | 2      | 32    | 18    |
| Sous-total            | Sous-total            | Sous-total            | 47          | 17          | -                     | -                     | -                              | -                              | -                              | 94              | 63              | -      | -      | 14     | 6      | 155   | 86    |
| 1988-1989             | PSV Eindhoven         | Eredivisie            | 24          | 19          | 5                     | 4                     | C1                             | 2                              | 2                              | -               | -               | 3      | 1      | 5      | 2      | 39    | 28    |
| 1989-1990             | PSV Eindhoven         | Eredivisie            | 20          | 23          | 3                     | 2                     | C1                             | 4                              | 6                              | -               | -               | -      | -      | 7      | 2      | 34    | 33    |
| 1990-1991             | PSV Eindhoven         | Eredivisie            | 25          | 25          | 3                     | 5                     | C2                             | 2                              | 0                              | -               | -               | -      | -      | -      | -      | 30    | 30    |
| 1991-1992             | PSV Eindhoven         | Eredivisie            | 14          | 9           | 1                     | 0                     | C1                             | 2                              | 0                              | -               | -               | 1      | -      | -      | -      | 18    | 9     |
| 1992-1993             | PSV Eindhoven         | Eredivisie            | 26          | 22          | 3                     | 3                     | C1                             | 9                              | 7                              | -               | -               | 1      | -      | 2      | -      | 41    | 32    |
| Sous-total            | Sous-total            | Sous-total            | 109         | 98          | 15                    | 14                    | -                              | 19                             | 15                             | -               | -               | 5      | 1      | 14     | 4      | 162   | 132   |
| 1993-1994             | FC Barcelone          | La Liga               | 33          | 30          | 2                     | 0                     | C1                             | 10                             | 2                              | -               | -               | 2      | 0      | 11     | 12     | 58    | 44    |
| 1994-1995             | FC Barcelone          | La Liga               | 13          | 4           | 0                     | 0                     | C1                             | 5                              | 3                              | -               | -               | -      | -      | -      | -      | 18    | 7     |
| Sous-total            | Sous-total            | Sous-total            | 46          | 34          | 2                     | 0                     | -                              | 15                             | 5                              | -               | -               | 2      | 0      | 11     | 12     | 76    | 51    |
| 1995                  | CR Flamengo           | Série A               | 16          | 8           | 5                     | 1                     | -                              | 4                              | 2                              | 21              | 26              | -      | -      | -      | -      | 46    | 37    |
| 1996                  | CR Flamengo           | Série A               | 3           | 0           | 5                     | 1                     | -                              | -                              | -                              | 19              | 26              | 6      | 4      | -      | -      | 33    | 31    |
| Sous-total            | Sous-total            | Sous-total            | 19          | 8           | 10                    | 2                     | -                              | 4                              | 2                              | 40              | 52              | 6      | 4      | -      | -      | 79    | 68    |
| 1996-1997             | Valence CF            | La Liga               | 5           | 4           | 0                     | 0                     | -                              | -                              | -                              | -               | -               | -      | -      | -      | -      | 5     | 4     |
| 1997                  | CR Flamengo (prêt)    | Série A               | 4           | 3           | 8                     | 7                     | -                              | -                              | -                              | 18              | 18              | 6      | 7      | 12     | 11     | 48    | 46    |
| 1997-1998             | Valence CF            | La Liga               | 6           | 1           | 1                     | 1                     | -                              | -                              | -                              | -               | -               | -      | -      | 5      | 8      | 12    | 10    |
| 1998                  | CR Flamengo           | Série A               | 20          | 14          | 4                     | 6                     | -                              | 3                              | 4                              | 11              | 10              | 2      | 1      | 7      | 3      | 47    | 38    |
| 1999                  | CR Flamengo           | Série A               | 19          | 12          | 7                     | 7                     | -                              | 7                              | 8                              | 15              | 16              | 6      | 3      | -      | -      | 54    | 46    |
| Sous-total            | Sous-total            | Sous-total            | 43          | 29          | 19                    | 20                    | -                              | 10                             | 12                             | 44              | 44              | 14     | 11     | 19     | 14     | 149   | 130   |
| 2000                  | CR Vasco da Gama      | Série A               | 28          | 20          | 2                     | 1                     | -                              | 11                             | 11                             | 17              | 19              | 14     | 15     | 2      | 7      | 74    | 73    |
| 2001                  | CR Vasco da Gama      | Série A               | 19          | 22          | 0                     | 0                     | -                              | 9                              | 5                              | 11              | 13              | -      | -      | 5      | 3      | 44    | 43    |
| 2002                  | CR Vasco da Gama      | Série A               | 0           | 0           | 7                     | 5                     | -                              | -                              | -                              | 5               | 8               | 13     | 13     | -      | -      | 25    | 26    |
| Sous-total            | Sous-total            | Sous-total            | 47          | 42          | 9                     | 6                     | -                              | 20                             | 16                             | 33              | 40              | 27     | 28     | 7      | 10     | 143   | 142   |
| 2002                  | Fluminense FC         | Série A               | 26          | 16          | -                     | -                     | -                              | -                              | -                              | -               | -               | -      | -      | -      | -      | 26    | 16    |
| jan.-avril 2003       | Al-Sadd               | QSL                   | 3           | 0           | -                     | -                     | -                              | -                              | -                              | -               | -               | -      | -      | -      | -      | 3     | 0     |
| 2003                  | Fluminense FC         | Série A               | 21          | 13          | -                     | -                     | -                              | -                              | -                              | 4               | 5               | -      | -      | -      | -      | 25    | 18    |
| 2004                  | Fluminense FC         | Série A               | 13          | 5           | 2                     | 2                     | -                              | -                              | -                              | 9               | 6               | -      | -      | -      | -      | 24    | 13    |
| Sous-total            | Sous-total            | Sous-total            | 60          | 34          | 2                     | 2                     | -                              | -                              | -                              | 13              | 11              | -      | -      | -      | -      | 75    | 47    |
| 2005                  | CR Vasco da Gama      | Série A               | 31          | 22          | 2                     | 1                     | -                              | -                              | -                              | 10              | 7               | -      | -      | 1      | 1      | 44    | 31    |
| 2006                  | CR Vasco da Gama      | Série A               | -           | -           | 1                     | 3                     | -                              | -                              | -                              | 10              | 6               | -      | -      | -      | -      | 11    | 9     |
| Sous-total            | Sous-total            | Sous-total            | 31          | 22          | 3                     | 4                     | -                              | -                              | -                              | 20              | 13              | -      | -      | 1      | 1      | 55    | 40    |
| 2006                  | Miami FC              | USL 1st               | 25          | 19          | 1                     | 0                     | -                              | -                              | -                              | -               | -               | -      | -      | -      | -      | 26    | 19    |
| 2006-2007             | Adelaide United FC    | A-League              | 4           | 1           | -                     | -                     | -                              | -                              | -                              | -               | -               | -      | -      | -      | -      | 4     | 1     |
| 2007                  | CR Vasco da Gama      | Série A               | 6           | 3           | 3                     | 2                     | -                              | 1                              | -                              | 9               | 10              | -      | -      | -      | -      | 19    | 15    |
| 2009                  | América FC (RJ)       | Série A               | -           | -           | -                     | -                     | -                              | -                              | -                              | 1               | -               | -      | -      | -      | -      | 1     | 0     |
| 2024                  | América FC (RJ)       | Série A               | -           | -           | -                     | -                     | -                              | -                              | -                              | -               | -               | -      | -      | -      | -      | 0     | 0     |
| Total sur la carrière | Total sur la carrière | Total sur la carrière | 451         | 312         | 65                    | 51                    | -                              | 69                             | 50                             | 254             | 233             | 54     | 44     | 70     | 55     | 963   | 745   |

### En sélection nationale
Romario dispute soixante-dix matchs internationaux avec l'équipe A du Brésil dont 49 victoires, soit 70% de succès.
| Saison                | Sélection             | Phases finales                                       | Phases finales | Phases finales | Phases finales | Éliminatoires CDM | Éliminatoires CDM | Éliminatoires CDM | Matchs amicaux | Matchs amicaux | Matchs amicaux | Gold Cup 1998 | Gold Cup 1998 | Gold Cup 1998 | Total | Total | Total |
| Saison                | Sélection             | Compétition                                          | M              | B              | Pd             | M                 | B                 | Pd                | M              | B              | Pd             | M             | B             | Pd            | M     | B     | Pd    |
| --------------------- | --------------------- | ---------------------------------------------------- | -------------- | -------------- | -------------- | ----------------- | ----------------- | ----------------- | -------------- | -------------- | -------------- | ------------- | ------------- | ------------- | ----- | ----- | ----- |
| 1986-1987             | Brésil                | Copa América 1987                                    | 2              | 1              | -              | -                 | -                 | -                 | 4              | 3              | -              | -             | -             | -             | 6     | 4     | 0     |
| 1987-1988             | Brésil                | -                                                    | -              | -              | -              | -                 | -                 | -                 | 5              | 2              | 1              | -             | -             | -             | 5     | 2     | 1     |
| 1988-1989             | Brésil                | Copa América 1989                                    | 6              | 3              | 1              | 1                 | 1                 | 1                 | 3              | -              | -              | -             | -             | -             | 10    | 4     | 2     |
| 1989-1990             | Brésil                | Coupe du monde 1990                                  | 1              | -              | -              | 1                 | -                 | -                 | 2              | -              | -              | -             | -             | -             | 4     | 0     | 0     |
| 1992-1993             | Brésil                | Copa América 1993                                    | -              | -              | -              | 1                 | 2                 | -                 | 2              | -              | -              | -             | -             | -             | 3     | 2     | 0     |
| 1993-1994             | Brésil                | Coupe du monde 1994                                  | 7              | 5              | 1              | -                 | -                 | -                 | 3              | 5              | -              | -             | -             | -             | 10    | 10    | 1     |
| 1996-1997             | Brésil                | Copa América 1997                                    | 5              | 3              | 1              | -                 | -                 | -                 | 7              | 8              | 4              | -             | -             | -             | 12    | 11    | 5     |
| 1997-1998             | Brésil                | Coupe des confédérations 1997 + Coupe du monde 1998  | 4+0            | 7+0            | -              | -                 | -                 | -                 | 3              | 1              | -              | -             | -             | -             | 7     | 8     | 0     |
| 1998-1999             | Brésil                | Copa América 1999 + Coupe des confédérations 1999    | -              | -              | -              | -                 | -                 | -                 | -              | -              | -              | 5             | 3             | 1             | 5     | 3     | 1     |
| 2000-2001             | Brésil                | Coupe des confédérations 2001 4e + Copa América 2001 | -              | -              | -              | 5                 | 8                 | -                 | 2              | 2              | -              | -             | -             | -             | 7     | 10    | 0     |
| 2004-2005             | Brésil                | Coupe des confédérations 2005                        | -              | -              | -              | -                 | -                 | -                 | 1              | 1              | -              | -             | -             | -             | 1     | 1     | 0     |
| Total sur la carrière | Total sur la carrière | Total sur la carrière                                | 25             | 19             | 3              | 8                 | 11                | 1                 | 32             | 22             | 5              | 5             | 3             | 1             | 70    | 55    | 10    |

#### Buts en sélection
En équipe nationale, Romario inscrit 55 buts en soixante-dix matchs avec l'équipe A du Brésil, dont cinq lors de la Coupe du monde 1994, sa seule disputée, et sept en phase finale de Copa América.
Romario devient co-meilleur buteur de l'histoire de l'équipe du Brésil en qualifications pour la Coupe du monde avec onze réalisations à égalité avec Zico. En juin 2021, le duo est rejoint par Neymar.
| Buts en sélection de Romário | Buts en sélection de Romário | Buts en sélection de Romário                | Buts en sélection de Romário | Buts en sélection de Romário | Buts en sélection de Romário            |
| #                            | Date                         | Lieu                                        | Adversaire                   | Résultats                    | Compétitions                            |
| ---------------------------- | ---------------------------- | ------------------------------------------- | ---------------------------- | ---------------------------- | --------------------------------------- |
| 1                            | 28 mai 1987                  | Stade olympique d'Helsinki, Helsinki        | Finlande                     | 3-2                          | Match amical                            |
| 2                            | 1er juin 1987                | Ramat Gan, Tel Aviv                         | Israël                       | 4-0                          | Match amical                            |
| 3                            | 1er juin 1987                | Ramat Gan, Tel Aviv                         | Israël                       | 4-0                          | Match amical                            |
| 4                            | 28 juin 1987                 | Estadio Olímpico Chateau Carreras, Córdoba  | Venezuela                    | 5-0                          | Copa América 1987                       |
| 5                            | 7 juillet 1988               | Olympic Park Stadium, Melbourne             | Australie                    | 1-0                          | Australia Bicentenary Gold Cup          |
| 6                            | 17 juillet 1988              | Sydney Football Stadium, Sydney             | Australie                    | 2-0                          | Australia Bicentenary Gold Cup          |
| 7                            | 12 juillet 1989              | Estádio do Maracanã, Rio de Janeiro         | Argentine                    | 2-0                          | Copa América 1989                       |
| 8                            | 14 juillet 1989              | Estádio do Maracanã, Rio de Janeiro         | Paraguay                     | 3-0                          | Copa América 1989                       |
| 9                            | 16 juillet 1989              | Estádio do Maracanã, Rio de Janeiro         | Uruguay                      | 1-0                          | Copa América 1989                       |
| 10                           | 30 juillet 1989              | Stade Brígido Iriarte, Caracas              | Venezuela                    | 4-0                          | Éliminatoires de la Coupe du monde 1990 |
| 11                           | 19 septembre 1993            | Estádio do Maracanã, Rio de Janeiro         | Uruguay                      | 2-0                          | Éliminatoires de la Coupe du monde 1994 |
| 12                           | 19 septembre 1993            | Estádio do Maracanã, Rio de Janeiro         | Uruguay                      | 2-0                          | Éliminatoires de la Coupe du monde 1994 |
| 13                           | 5 juin 1994                  | Stade du Commonwealth, Edmonton             | Canada                       | 1-1                          | Match amical                            |
| 14                           | 8 juin 1994                  | Jack Murphy Stadium, San Diego              | Honduras                     | 8-2                          | Match amical                            |
| 15                           | 8 juin 1994                  | Jack Murphy Stadium, San Diego              | Honduras                     | 8-2                          | Match amical                            |
| 16                           | 8 juin 1994                  | Jack Murphy Stadium, San Diego              | Honduras                     | 8-2                          | Match amical                            |
| 17                           | 12 juin 1994                 | Bulldog Stadium, Fresno                     | Salvador                     | 4-0                          | Match amical                            |
| 18                           | 20 juin 1994                 | Stanford Stadium, Stanford                  | Russie                       | 2-0                          | Coupe du monde 1994                     |
| 19                           | 24 juin 1994                 | Stanford Stadium, Stanford                  | Cameroun                     | 3-0                          | Coupe du monde 1994                     |
| 20                           | 28 juin 1994                 | Pontiac Silverdome, Pontiac                 | Suède                        | 1-1                          | Coupe du monde 1994                     |
| 21                           | 9 juillet 1994               | Cotton Bowl, Dallas                         | Pays-Bas                     | 3-2                          | Coupe du monde 1994                     |
| 22                           | 13 juillet 1994              | Rose Bowl, Pasadena                         | Suède                        | 1-0                          | Coupe du monde 1994                     |
| 23                           | 2 avril 1997                 | Estádio Mané Garrincha, Brasilia            | Chili                        | 4-0                          | Match amical                            |
| 24                           | 2 avril 1997                 | Estádio Mané Garrincha, Brasilia            | Chili                        | 4-0                          | Match amical                            |
| 25                           | 30 avril 1997                | Orange Bowl, Miami                          | Mexique                      | 4-0                          | Match amical                            |
| 26                           | 30 avril 1997                | Orange Bowl, Miami                          | Mexique                      | 4-0                          | Match amical                            |
| 27                           | 30 avril 1997                | Orange Bowl, Miami                          | Mexique                      | 4-0                          | Match amical                            |
| 28                           | 31 mai 1997                  | Ullevaal Stadion, Oslo                      | Norvège                      | 2-4                          | Match amical                            |
| 29                           | 8 juin 1997                  | Stade Gerland, Lyon                         | Italie                       | 3-3                          | Tournoi de France                       |
| 30                           | 10 juin 1997                 | Parc des Princes, Paris                     | Angleterre                   | 1-0                          | Tournoi de France                       |
| 31                           | 13 juin 1997                 | Estadio Ramón Tahuichi Aguilera, Santa Cruz | Costa Rica                   | 5-0                          | Copa América 1997                       |
| 32                           | 26 juin 1997                 | Estadio Ramón Tahuichi Aguilera, Santa Cruz | Pérou                        | 7-0                          | Copa América 1997                       |
| 33                           | 26 juin 1997                 | Estadio Ramón Tahuichi Aguilera, Santa Cruz | Pérou                        | 7-0                          | Copa América 1997                       |
| 34                           | 7 juillet 1997               | Ellis Park Stadium, Johannesbourg           | Afrique du Sud               | 2-1                          | Match amical                            |
| 35                           | 12 décembre 1997             | Stade International Roi Fahd, Riyad         | Arabie saoudite              | 3-0                          | Coupe des confédérations 1997           |
| 36                           | 12 décembre 1997             | Stade International Roi Fahd, Riyad         | Arabie saoudite              | 3-0                          | Coupe des confédérations 1997           |
| 37                           | 16 décembre 1997             | Stade International Roi Fahd, Riyad         | Mexique                      | 3-2                          | Coupe des confédérations 1997           |
| 38                           | 19 décembre 1997             | Stade International Roi Fahd, Riyad         | Tchéquie                     | 2-0                          | Coupe des confédérations 1997           |
| 39                           | 21 décembre 1997             | Stade International Roi Fahd, Riyad         | Australie                    | 6-0                          | Coupe des confédérations 1997           |
| 40                           | 21 décembre 1997             | Stade International Roi Fahd, Riyad         | Australie                    | 6-0                          | Coupe des confédérations 1997           |
| 41                           | 21 décembre 1997             | Stade International Roi Fahd, Riyad         | Australie                    | 6-0                          | Coupe des confédérations 1997           |
| 42                           | 5 février 1998               | Orange Bowl, Miami                          | Guatemala                    | 1-1                          | Gold Cup 1998                           |
| 43                           | 8 février 1998               | Los Angeles Memorial Coliseum, Los Angeles  | Salvador                     | 4-0                          | Gold Cup 1998                           |
| 44                           | 15 février 1998              | Los Angeles Memorial Coliseum, Los Angeles  | Jamaïque                     | 1-0                          | Gold Cup 1998                           |
| 45                           | 3 septembre 2000             | Estádio do Maracanã, Rio de Janeiro         | Bolivie                      | 5-0                          | Éliminatoires de la Coupe du monde 2002 |
| 46                           | 3 septembre 2000             | Estádio do Maracanã, Rio de Janeiro         | Bolivie                      | 5-0                          | Éliminatoires de la Coupe du monde 2002 |
| 47                           | 3 septembre 2000             | Estádio do Maracanã, Rio de Janeiro         | Bolivie                      | 5-0                          | Éliminatoires de la Coupe du monde 2002 |
| 48                           | 8 octobre 2000               | Estadio José Pachencho Romero, Maracaibo    | Venezuela                    | 6-0                          | Éliminatoires de la Coupe du monde 2002 |
| 49                           | 8 octobre 2000               | Estadio José Pachencho Romero, Maracaibo    | Venezuela                    | 6-0                          | Éliminatoires de la Coupe du monde 2002 |
| 50                           | 8 octobre 2000               | Estadio José Pachencho Romero, Maracaibo    | Venezuela                    | 6-0                          | Éliminatoires de la Coupe du monde 2002 |
| 51                           | 8 octobre 2000               | Estadio José Pachencho Romero, Maracaibo    | Venezuela                    | 6-0                          | Éliminatoires de la Coupe du monde 2002 |
| 52                           | 7 mars 2001                  | Estadio Jalisco, Guadalajara                | Mexique                      | 3-3                          | Match amical                            |
| 53                           | 7 mars 2001                  | Estadio Jalisco, Guadalajara                | Mexique                      | 3-3                          | Match amical                            |
| 54                           | 25 avril 2001                | Estadio do Morumbi, São Paulo               | Pérou                        | 1-1                          | Éliminatoires de la Coupe du monde 2002 |
| 55                           | 27 avril 2005                | Estádio do Pacaembu, São Paulo              | Guatemala                    | 3-0                          | Match amical                            |

## Palmarès

### Titres et trophées collectifs
Pou ses débuts au Brésil avec le CR Vasco da Gama, il remporte deux Championnat de l'État de Rio en 1987 et 1988 ainsi que deux Coupe Guanabara en 1986 et 1987. Puis, il s'engage avec le PSV Eindhoven, avec qu'il est trois fois  le Championnat des Pays-Bas en 1989, 1991 et 1992, deux Coupe nationaux en 1989 et 1990  et une Supercoupe des Pays-Bas en 1992. Avec le FC Barcelone, il remporte un Championnat d'Espagne en 1994 et atteint la finale de la Ligue des champions 1993-94, perdue contre le Milan AC. Avec un autre club brésilien CR Flamengo, Romário obtient deux nouveaux  Coupe Guanabara en 1995 et 1996 et une Copa Mercosur en 1999. De retour avec CR Vasco da Gama, il remporte le championnat du Brésil en 2000, ainsi qu'une nouvelle Copa Mercosur en 2000.
Avec le Brésil , il est vainqueur de la Coupe du Monde en 1994 avec la Seleçao, il est médaillé d'Argent aux Jeux olympiques de 1988 à Séoul, remporte deux Copa América en 1989, 1997 et une Coupe des confédérations en 1997. Il obtient une troisième place de la Gold Cup en 1998
| Mondial et continental (6 titres) | National (8 titres) | Régional (8 titres) |
| --- | --- | --- |
| - Jeux olympiques - Finaliste : 1988 - Coupe du monde (1) - Vainqueur : 1994 - Copa América (2) - Vainqueur : 1989 et 1997 - Coupe des confédérations (1) - Vainqueur : 1997 - Gold Cup - Troisième: 1998 - Copa Mercosur (2) - Vainqueur : 1999 avec le CR Flamengo et en 2000 avec le CR Vasco da Gama - Coupe intercontinentale - Finaliste : 1988 avec le PSV Eindhoven - Ligue des champions de l'UEFA - Finaliste : 1994 avec le FC Barcelone - Supercoupe de l'UEFA - Finaliste : 1988 avec le PSV Eindhoven | - Championnat des Pays-Bas (3) - Champion : 1989, 1991 et 1992 avec le PSV Eindhoven - Coupe des Pays-Bas (2) - Vainqueur : 1989 et 1990 avec le PSV Eindhoven - Supercoupe des Pays-Bas (1) - Vainqueur : 1992 avec le PSV Eindhoven - Championnat d'Espagne (1) - Champion : 1994 avec le FC Barcelone - Championnat du Brésil (1) - Champion : 2000 avec le CR Vasco da Gama | - Championnat de l'État de Rio (4) - Champion : 1987, 1988 avec le CR Vasco da Gama, en 1996 et 1999 avec le CR Flamengo - Coupe Guanabara (4) - Vainqueur : 1986 et 1987 avec le CR Vasco da Gama, en 1995 et 1996 avec le CR Flamengo |

### Distinctions individuelles
En 1994, Romario est élu meilleur joueur de la Coupe du monde remportée avant d'être sacré Onze d'Or en 1994, premier brésilien meilleur joueur FIFA de l'année,, et Champion des champions de L'Équipe, ainsi que meilleur footballeur de l'année dans son pays par près de deux cents journalistes réunis par le journal O Estado de S. Paulo et meilleur sportif brésilien de l'année.
En 1995, Romario termine quatrième du trophée du Meilleur joueur sud-américain de l'année.
Le Brésilien termine meilleur buteur de la Coupe d'Europe à deux reprises en 1990 (six buts avec J-P. Papin) et 1993 (sept buts) avec le PSV Eindhoven et du championnat d’Espagne 1994 (Pichichi) avec 33 réalisations.
|             | Meilleur buteur | Meilleur joueur |
| ----------- | --- | --- |
| Mondial     | - Coupe des confédérations 1997 (7 buts) - Jeux olympiques en 1988 (7 buts) | - Ballon d'or Adidas de la Coupe du monde 1994 - Membre de la All-Star Team de la Coupe du monde 1994 - Onze d'or en 1994 - Meilleur footballeur de l'année FIFA en 1994 - Champion des champions de L'Équipe en 1994 - Meilleur joueur de l'année selon Foot total en 1994 (2e en 1993, 3e en 1992)[réf. nécessaire] |
| Continental | - Ligue des champions (2) en 1990 (six buts avec J-P. Papin) avec le PSV et 1993 (sept buts) avec le Barça | - Meilleur joueur sud-américain de l'année en 2000 |
| National    | - Championnat des Pays-Bas (3) en 1989 (19 buts), 1990 (23 buts) et 1991 (25 buts) avec le PSV Eindhoven - Championnat d'Espagne (Pichichi) en 1994 (30 buts) avec le FC Barcelone - Championnat du Brésil (3) en 2000 (20 buts), 2001 (21 buts) et 2005 (22 buts) avec CR Vasco da Gama - 1re division de United Soccer Leagues en 2006 (18 buts) avec le Miami FC | - Bola de Ouro en 2000 avec Vasco de Gama |

- Nommé dans la Dream Team FIFA en 2002[80]
- Nommé au FIFA 100 en 2004